# Eugène Ekéké
Eugène Ekéké (Bonabéri, 30 de maio de 1960) é um ex-futebolista camaronês que atuava como atacante.
Fez quase toda sua carreira no futebol francês, mas nunca atuou em uma grande equipe. Excetuando-se uma curta passagem pelo time belga do Beveren, Ekéké defendeu Paris FC, Racing, Stade Quimpérois e  Valenciennes. Encerrou a carreira em 1997, no minúsculo Maubeuge.

## Seleção
Ekéké, que estreou na Seleção Camaronesa em 1980, disputou a Copa de 1990, e é mais lembrado por marcar o segundo (e último) gol camaronês no torneio, realizado na Itália. Os Leões Indomáveis tinham a classificação nas mãos, mas a Inglaterra, liderada pelo artilheiro Gary Lineker, "ressurgiu das cinzas" e acabou tirando a vaga dos africanos nas semifinais por 3 a 2. Ekéké jogaria na Seleção Camaronesa até 1992.